# Anthony Sampson
Pour les articles homonymes, voir Sampson.
Anthony Terrell Seward Sampson, né le 3 août 1926 et mort le 18 décembre 2004, est un écrivain et journaliste britannique.

## Biographie
Il a étudié au Westminster School et à la Christ Church d'Oxford. Il a servi dans la Royal Navy entre 1944 et 1947.
Au cours des années 1950, il publie le magazine Drum à Johannesbourg en Afrique du Sud. De retour en Grande-Bretagne, il rejoint l'équipe de The Observer où il travailla de 1955 à 1966.
Sampson est l'auteur de plusieurs livres importants dont Anatomy of Britain en 1963. Il fut un membre fondateur du Social Democratic Party (SDP), créé en 1981.